# Purandokht

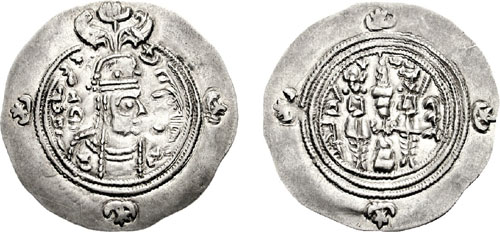
Mynt med bild av Purandokht.

Purandokht, även kallad Buran och Boran, född 590, död 632, var regerande drottning av Persien två gånger, 629–630, och 631–632. Hon var den första av tre kvinnliga monarker i Persiens historia.

## Tidigt liv
Boran tillhörde den sasanidiska ätten som dotter till Khusrov II och syster till Azarmidokht . Fadern ska ha haft 3 000 konkubiner, och hennes mor är okänd. År 628 avsattes och dödades hennes far av en grupp medlemmar av adeln, vilket inledde en period av tronstrider. Kuppmakarna uppsatte hennes bror Kavadh II på tronen, som mördade alla deras bröder förutom Juvansher och Farrukhzad Khosrau V, som lyckades gömma sig. Purandokht förebrådde officiellt Kavadah för morden. När Kavadh strax därefter avled i pesten, efterträddes han av sin sju år gamla son, Purandokhts brorson Ardashir III, som året därpå mördades av general Shahrbaraz, gift med Purandokhts faster prinsessan Mirhran.

## Den första regeringen
Shahrbaraz besteg tronen 629 bara för att mördas av adelsmannen Farrukh Hormizd, som tillhörde familjen Ispahbudhan och ledde den så kallade Pahlav-fraktionen. Prinsessan Purandokht, som själv tillhörde familjen Ispahbudhan genom sin farmor, utropades då av Farrukh Hormizd till Persiens första regerande drottning den 17 juni 629, och utnämnde sedan Hormizd till sin premiärminister. Drottning Purandokht gjorde stora ansträngningar att stärka centralmakten genom implementation av rättsstaten, rekonstruktion av infrastrukturen, skattesänkningar och myntprägling.
Purandokht avsattes 630 av Shapur-i Shahrvaraz, Shahrbaraz son. Shapur-i Shahrvaraz erkändes dock inte som monark av general Piruz Khosrows "persiska" fraktion, Parsig-partiet, som i stället lät utropa Purandokhts syster Azarmidokht till regerande drottning.

## Den andra regeringen
Sedan han uppsatt henne på tronen, bad general Piruz Khosrow drottning Azarmidokht att gifta sig med honom. Hon lät då mörda honom med hjälp av Mihranid Siyavakhsh. Strax därefter mördades Azarmidokht själv av Pahlav-fraktionens ledare Rostam Farrokhzad, som återuppsatte Purandokht på tronen.
Drottning Purandokht sammankallade under sin andra regeringstid både Pahlav- och Parsig-fraktionerna, lyckades åstadkomma en försoning mellan dem och säkrade därmed inre fred i Persien och ett slut på inbördeskriget. Hon säkrade också yttre stabilitet genom ett lyckat närmande till Bysantinska riket. Hon sände en ambassad till kejsar Herakleios ledd av persiska kyrkans dignitärer och mottog en formell inbjudan att besöka Konstantinopel. 
Efter ett års regering hittades Purandokht i sin säng kvävd med en kudde. Enligt vissa källor ska hon ha mördats av Piruz Khosrow, som ogillade den försoning hon åstadkommit mellan Parsig- och Pahlavpartiet.  